# Plan marketingowy
Plan marketingowy stanowi część biznesplanu, do którego włącza się ponadto plan organizacyjny, produkcyjny i finansowy. Plan ten daje pełny obraz wszystkich czynników odnoszących się do potrzeb konsumenta bądź nabywcy, które to potrzeby firma chce zaspokoić.
Plan zawiera następujące części składowe:
1. określenie misji, czyli bytu przedsiębiorstwa na rynku
2. analizę bieżącej sytuacji rynkowej w zakresie:
  - popytu konsumpcyjnego i trendów u kupujących (dane obejmują poszczególne rynki, produkty, klientów, regiony)
  - produktu – dane z ostatniego okresu dotyczące sprzedaży, dochodów, kosztów, zysków dla każdego produktu, rynku, segmentu
  - konkurencji – rozmiary i zakres konkurencji, wszystkie dane pozwalające zrozumieć pozycję konkurentów i ich intencje oraz strategie marketingowe
  - dystrybucji – dane o sprzedaży w podziale na typy pośredników, rodzaje odbiorców, kanały dystrybucji, cenach, opłacalności transakcji
3. analizę okazji i zagrożeń dla firmy, wynikających z działania czynników zewnętrznych, obejmujących poszczególne produkty, rynki, grupy odbiorców
4. analizę silnych i słabych stron, wynikających z warunków wewnętrznych firmy
5. określenie tzw. portfela działań firmy, tj. kierunków produkcji, które mają znaczenie strategiczne
6. cele finansowe i marketingowe firmy
7. strategię marketingową, pozwalającą zbudować program marketingowy i sprecyzować poglądy na temat dalszego rozwoju
8. program wdrożenia, tj. odpowiedź na pytanie, kiedy i jak firma zrealizuje zapisane w planie zamierzenia
9. analizę finansową – czyli przełożenie celów, zadań i zamierzeń marketingowych oraz programu ich wdrożenia na środki finansowe – określenie budżetu marketingowego
10. opis działań kontrolnych – czyli określenie, jaki typ kontroli i jakie mechanizmy zostaną użyte, aby ocenić stopień realizacji planu i osiągnięcie założonych celów marketingowych.

Planowanie marketingowe pozwala zmniejszyć prawdopodobieństwo podjęcia nieudanych decyzji. Szczególnie ważne jest to w rolnictwie, gdzie gospodarstwo rolne musi podejmować decyzje długofalowe, a stopień mobilności czynników produkcji jest niewielki. Uświadomienie sobie potrzeb rynku, potencjalnych klientów, czynników, które wywołują popyt, szans i zagrożeń dla gospodarstwa, a także jego mocnych i słabych stron, sprecyzowanie w formie rzeczowej i finansowej celów, jakie mają być osiągnięte.